# Bryan Daniel O'Connor
Bryan Daniel O'Connor (Orange, 6 settembre 1946) è un ex astronauta e militare statunitense. Ha partecipato alle missioni spaziali Shuttle STS-61-B e STS-40 rispettivamente come pilota e come comandante.

## Biografia
Dopo gli studi presso la Twentynine Palms High School, si sposa e ha due figli. Riesce a diventare colonnello per poi ritirarsi. Come astronauta ha collaborato a varie missioni come quella del giugno del 1991 dove ha volato con la missione STS-40 del programma Space Shuttle al fianco di Tamara Jernigan ed altri in qualità di comandante della missione. Inoltre come pilota ha prestato aiuto nella missione STS-61-B.